# Cuvette-Ouest
Cuvette-Ouest (ou Cuvette Ocidental) é um dos 12 departamentos da República do Congo, localizado na parte oeste do país. Faz divisa com os departamentos de Cuvette e Sangha, e com o Gabão. Sua capital é a cidade de Euó.
O departamento foi criado em 18 de fevereiro de 1995, quando foi separado da Cuvette.

## Distritos
- Etoumbi
- Euó
- Kéllé
- Mbama
- Mbomo
- Okoyo